# Kaat Van Daele
Pour les articles homonymes, voir Van Daele.
Kaat Van Daele, née le 24 août 1989 à Gand, est une patineuse artistique belge.

## Biographie

### Carrière sportive
Kaat Van Daele est sacrée championne de Belgique lors de la saison 2013-2014 et lors de la saison 2014-2015.

## Palmarès
| Compétition              | 2009 | 2010 | 2011 | 2012 | 2013 | 2014 |  |  |  |  |  |  |  |  |
| Jeux olympiques d'hiver  |      |      |      |      |      |      |  |  |  |  |  |  |  |  |
| Championnats du monde    |      |      |      |      | 28e  | 28e  |  |  |  |  |  |  |  |  |
| Championnats d'Europe    |      |      |      | 26e  | 18e  | 20e  |  |  |  |  |  |  |  |  |
| Championnats de Belgique | 3e   | 2e   | 2e   | 2e   | 1re  | 1re  |  |  |  |  |  |  |  |  |
|                          |      |      |      |      |      |      |  |  |  |  |  |  |  |  |